# Museu Arqueológico Nacional de Orvieto
O Museu Arqueológico Nacional de Orvieto é um importante museu em Orvieto, região da Úmbria, Itália. Ele está localizado ao lado do Duomo no Palácio Papal de estilo gótico do século XIII na antigua Piazza Duomo de Orvieto. 

## Descrição
O Museu Arqueológico Nacional está instalado no rés-do-chão deste Palácio, anexo junto ao cruzamento a sul do edifício da Sé Catedral. Este museu e o vizinho Museu da Fundação Faina, localizado no lado oposto da Piazza Duomo, exibem descobertas de Orvieto e arredores.
Inaugurado em 1982, o Museu Nacional exibe achados arqueológicos etruscos e romanos encontrados no território até o século XIX e anteriormente mantidos na seção arqueológica pertencente ao Museo dell'Opera del Duomo. A esta coleção foram acrescentados milhares de itens, incluindo os afrescos destacados dos túmulos etruscos de Golini que foi descoberto em 1863 em Porano, que permaneceram até 1982 no Museu Arqueológico Nacional de Florença.

## Galeria

Itens etruscos
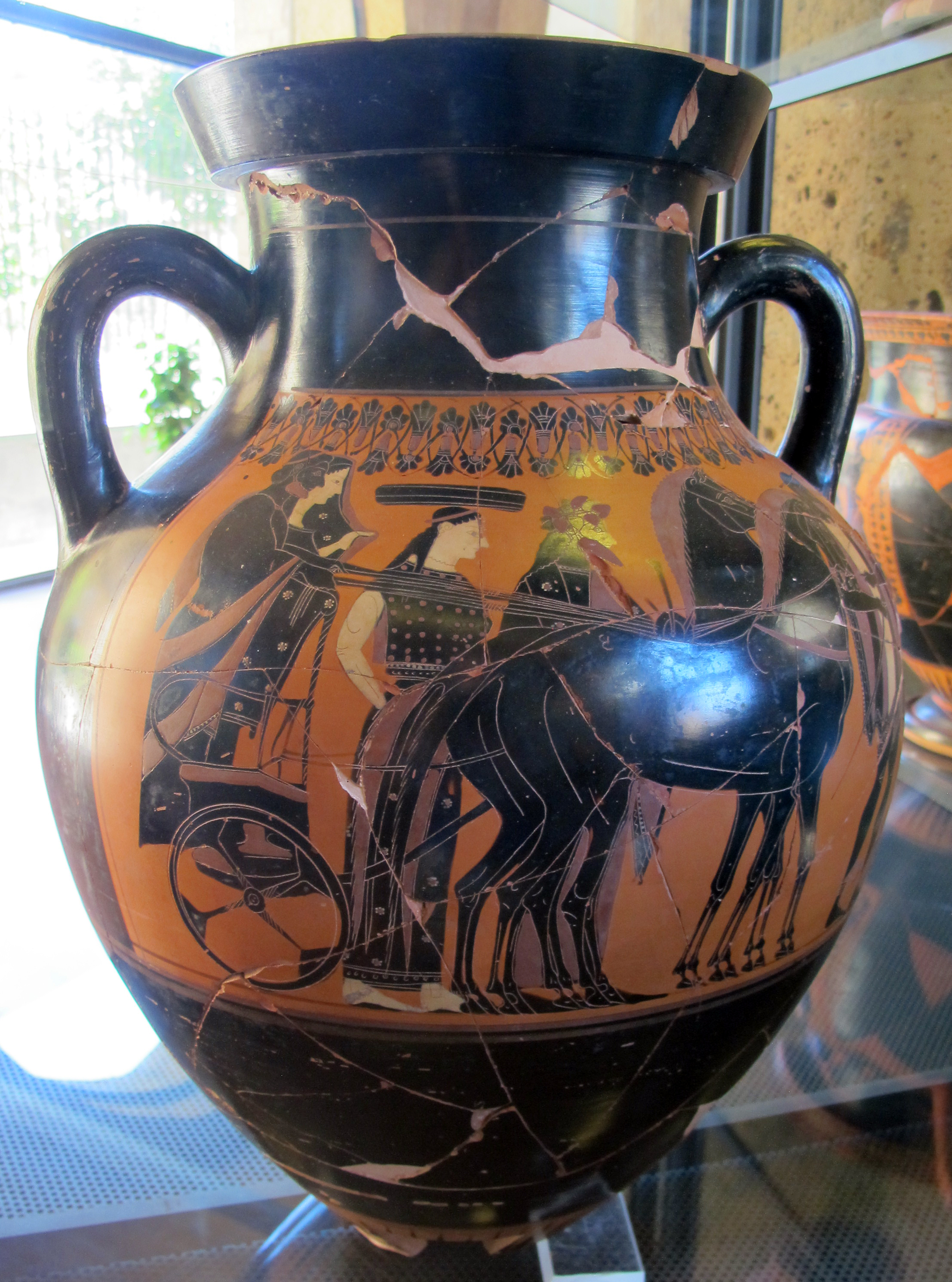
Ânfora
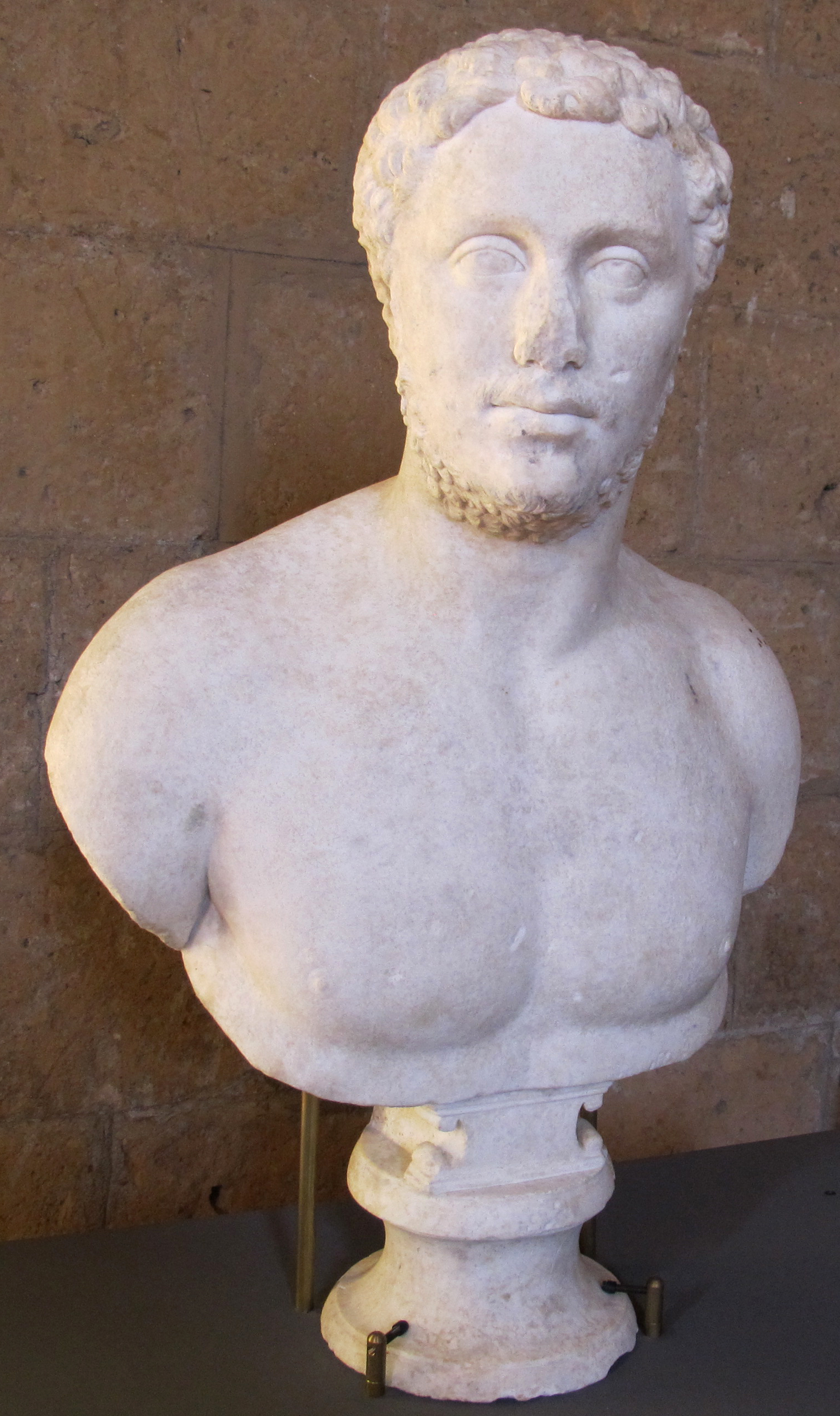
Busto
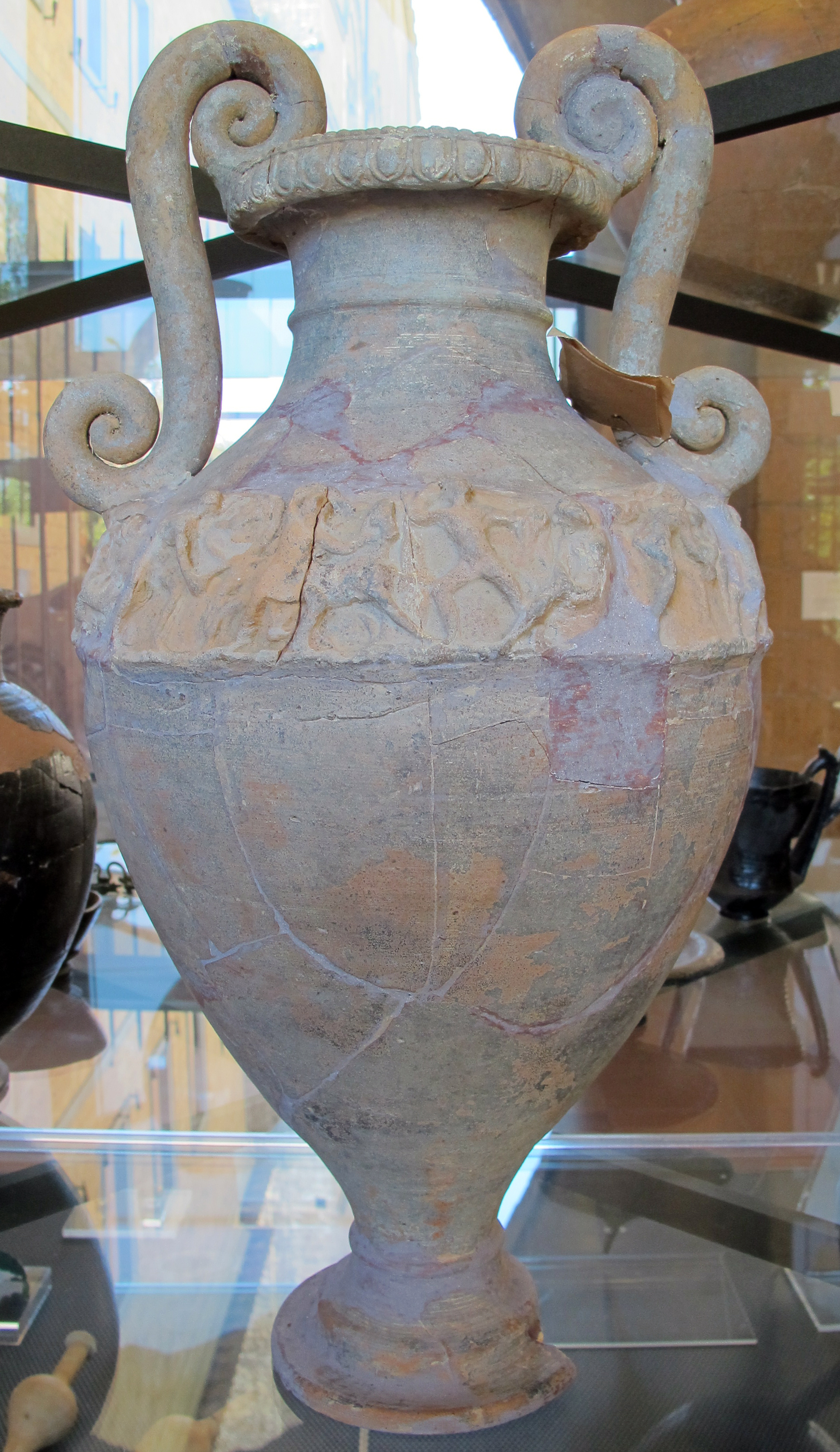
Vaso
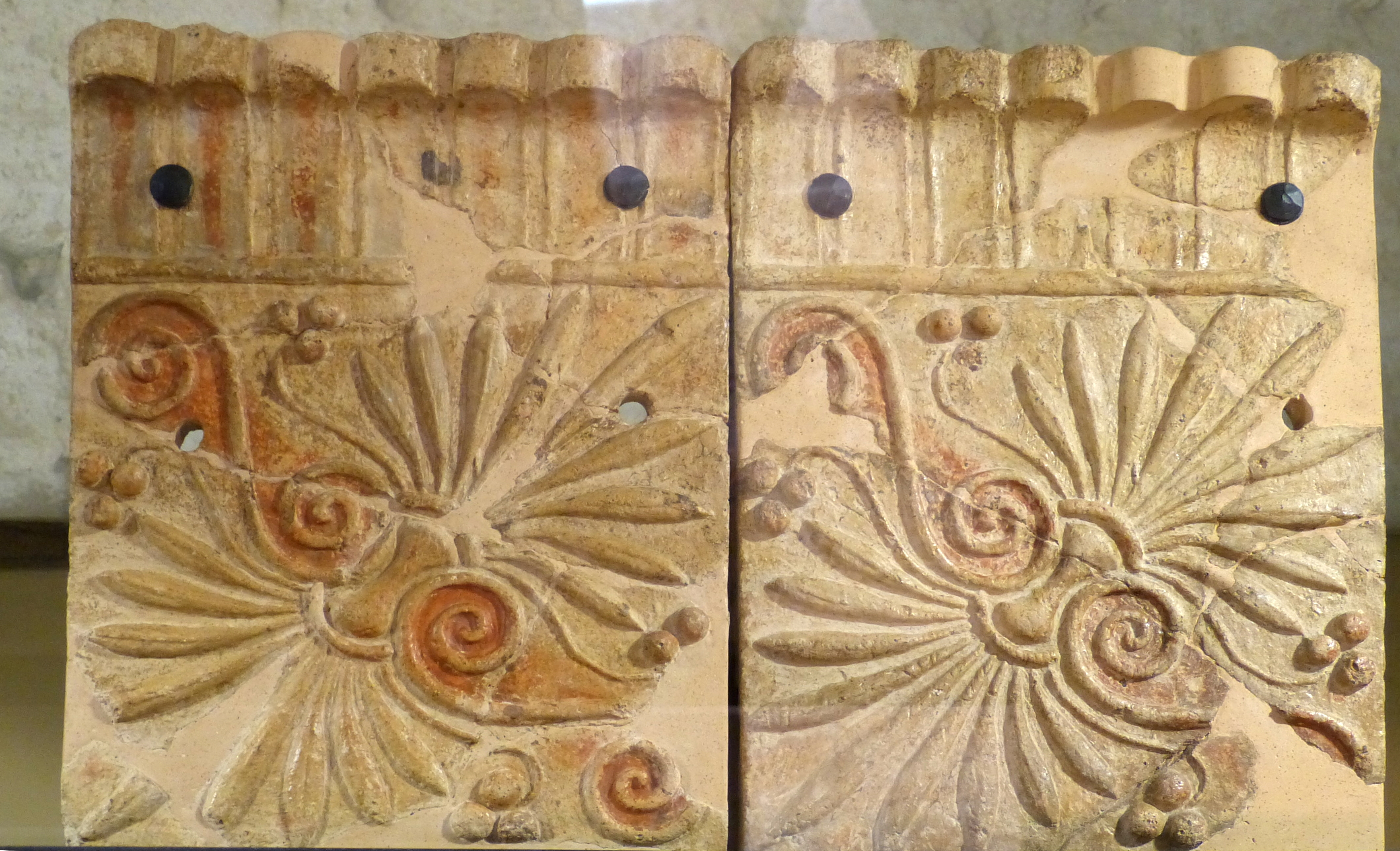
Terracota